# Шарафутдинов, Акилхан
Акилха́н Шарафутди́нов (1898—1981) — советский и узбекский педагог, автор первого узбекского букваря «Алифбе» (1938), Герой Социалистического Труда (1968), заслуженный учитель Узбекской ССР (1936).

## Биография
Родился 7 марта 1898 года в городе Ташкенте в семье ремесленников. Первое образование получил в медресе Ходжа-Ахрор. Затем окончил Ташкентский государственный педагогический институт имени Низами. Педагогическую деятельность начал учителем начальной школы в кишлаке Тойтепа Ташкентской области. С 1924 по 1970 год работал в школе № 14 в городе Ташкенте.
Создатель первого узбекского букваря «Алифбе»  на кириллице, который вышел в свет в 1938 году и был рекомендован как учебник для начальных школ Узбекистана. Кроме того, он является автором трудов по педагогике «Методика обучения „Алифбе“», «Книга для чтения» и «Чистописание», которые долгое время служили программой для педагогов начальных классов.
В 1936 году А. Шарафутдинов первым среди учителей Узбекской ССР был удостоен почётного звания «Заслуженный учитель Узбекистана». В 1968 году ему было присвоено звание Героя Социалистического Труда. Имя Акилхана Шарафутдинова широко известно не только в Узбекистане, но и в других республиках Средней Азии.
Умер 2 апреля 1981 года и похоронен в Ташкенте на мазаре «Кукча».